# Ponta Baleia
Ponta Baleia (du nom d'un petit cap) est une localité de Sao Tomé-et-Principe située au sud de l'île de Sao Tomé, dans le district de Caué.
C'est là que se trouve l'embarcadère du ferry pour l'ilhéu das Rolas qui lui fait face.

## Population
Lors du recensement de 2012, le village comptait 43 habitants.